# Église catholique de Tomsk
L'église catholique de Tomsk est une église catholique de la ville de Tomsk en Russie placée sous le vocable de l'Intercession de la Bienheureuse Vierge Marie, Reine du Saint-Rosaire. Elle est également appelée l'église polonaise par la population locale. Sa paroisse dépend du diocèse de Novossibirsk et se trouve 4 rue Bakounine.
Les religieuses missionnaires de la Charité (fondées par Mère Teresa) collaborent à la paroisse. Celle-ci gère également un établissement d'enseignement secondaire et un foyer pour personnes sans logis.

## Historique

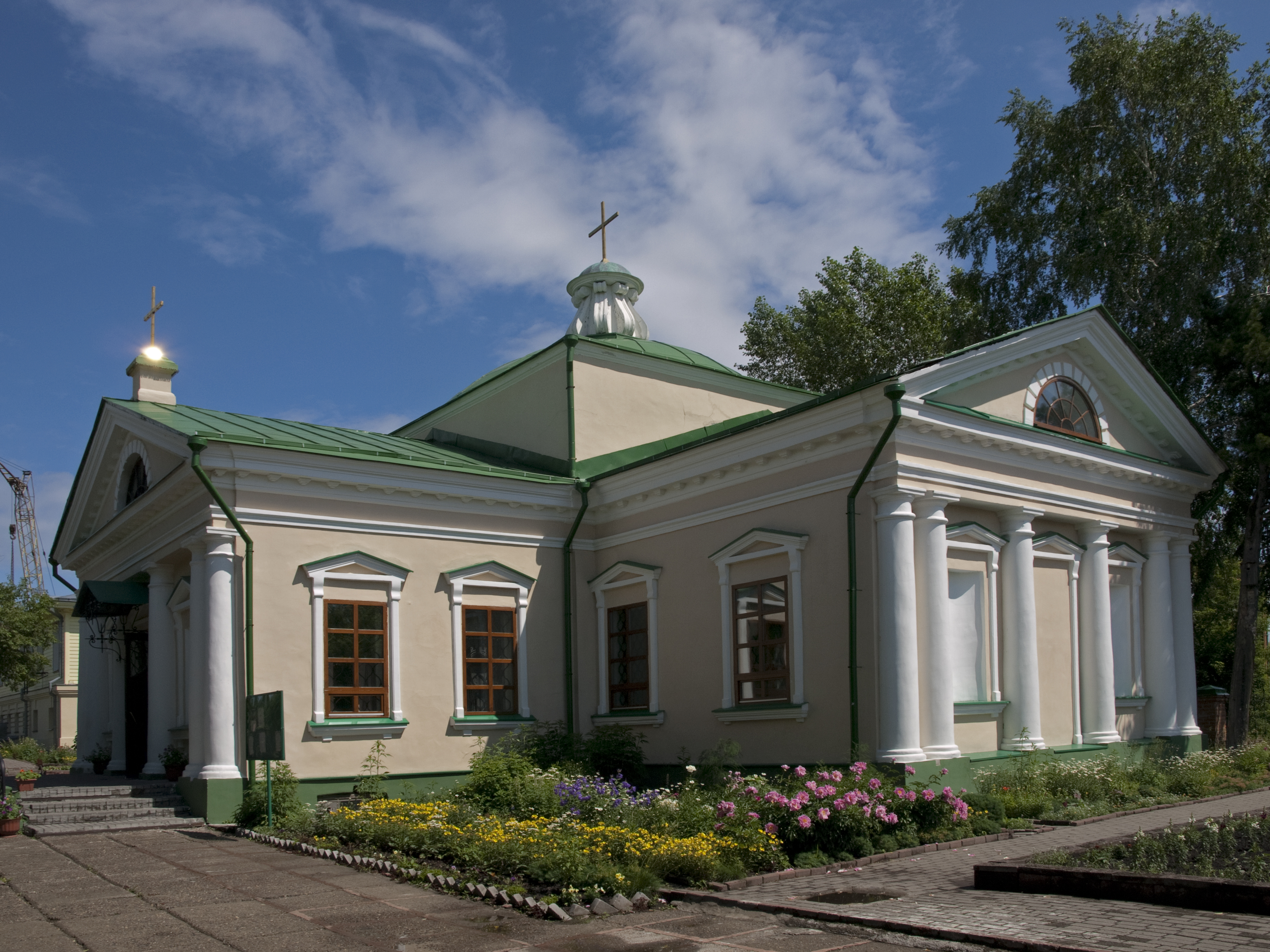
Vue de côté.

Le noyau historique de la communauté se forme autour de fidèles influents d'origine polonaise, biélorusse ou lituanienne envoyés en relégation en Sibérie après l'insurrection polonaise de novembre 1830. C'est pour cela que l'église est appelée couramment l'église polonaise par la population locale. Le comte Alexandre Maszyński, diplomate polonais francophile, prend l'initiative de sa construction. Elle est terminée en 1833, et consacrée le 7 novembre 1833. C'est la première église catholique de Sibérie occidentale. Un orgue y est installé en 1862. Vikenti Orjechko y est baptisé en juin 1876.
Jusqu'en 1917, l'église était connue sous deux dénominations: pour les paroissiens, c'est l'église de la « Bienheureuse Vierge Marie, Reine du Rosaire »; mais pour les autorités, elle est enregistrée sous le nom d'« église de l'Intercession de la Bienheureuse Vierge Marie », car la fête de Notre-Dame du Rosaire n'existe pas dans le calendrier orthodoxe. C'est ainsi que l'église est connue officiellement aujourd'hui sous ces deux vocables.
La paroisse est l'une des plus importantes des paroisses catholiques de Sibérie au début du XXe siècle. Ses paroissiens sont au nombre de quinze mille et regroupent plusieurs nationalités.
L'église est nationalisée en 1922 et donnée en location à la paroisse, puis fermée par les autorités communistes en 1938 et « donnée au peuple pour son utilisation propre ». Elle sert au NKVD local (écuries, entrepôt), puis de club de planeur à voile. L'édifice est longuement restauré et transformé en 1979 en planetarium, qui heureusement ne détruit pas l'ancienne église dans son aspect originel, contrairement à d'autres.
Des relations normales sont de nouveau possibles, après la chute du régime officiellement athée de l'URSS, entre l'État et les différentes confessions dans les années 1990. Elle est rendue à la communauté catholique en 1990 et reconsacrée le 6 octobre 1991.

## Architecture
L'église est construite en style classique vénitien tardif des XVIIe et XVIIIe siècles. Elle était de plan rectangulaire à l'origine, puis un transept a été ajouté dans les années 1880 pour lui donner le plan d'une croix latine.
La façade est ornée d'un portique hexastyle avec fronton triangulaire à la grecque.